# شام (فیلم ۱۹۹۸)
شام (به ایتالیایی: La cena) محصول ۱۹۹۸ ایتالیا فیلمی کمدی به سبک ایتالیایی به کارگردانی اتوره اسکولا است. به برای اجرای همگی بازیگران مرد برنده جایزه روبان نقره‌ای به خاطر بهترین نقش مکمل مرد شدند. هنگامی که استفانیا ساندرلی جایزه روبان نقره‌ای بهترین بازیگر زن نقش مکمل را برنده شد.

## چکیده داستان
در داخل رستوران «آرتورو آل پورتیکو» که فلورا مدیریتش را بر عهده دارد، داستانها، گفتگوها و ماجراهای مختلف مشتریان و خدمه در آشپزخانه‌ها صورت می‌گیرد و بیانگر ناراحتی‌ها، زندگی‌ها و داستانهای آنان است. از جمله رویدادهای اصلی مورد نظر ماجرای ایزابلا با دخترش سابریناست، که به سختی به مادرش اعتراف می‌کند که می خواهذ بعنوان راهبه تازه‌کار وارد صومعه شود؛ عشق پیچیده و خنده دار بین یک استاد فلسفه متأهل و یک دانش آموز؛ مکالمه دو بازیگر دربارهٔ نمایش تئاتری جدیدی که در آینده بازی خواهند کرد؛ زوج جوانی دربارهٔ آینده رابطه خود صحبت می‌کنند (دختر باردار است)، در حالی که یک زن اغوا کننده روی میز در کنار آنها نشسته. همه اینها در تداخل با سخنان آشپز، کمونیستی که از سیاست ناامید شده، حسادت دیومدس به دلیل رفتارهای عجیب و غریب اولیانو با فلورا و خرد استاد پزولو.